# Festival des Neuen Japanischen Films
Das Festival des Neuen Japanischen Films ist ein Osnabrücker Filmfestival, in dessen Zentrum japanische Filme stehen. Vorgeführt werden künstlerisch, erzählerisch oder handwerklich herausragende Filme unterschiedlichster Genres (Krimi, Drama, Komödie, Anime etc.). Ein entsprechendes Rahmenprogramm ermöglicht zusätzlich Einblicke in die japanische Kultur. Dazu zählen beispielsweise Workshops zu Kalligraphie, Manga zeichnen oder Vorführungen japanischer Kampfkunst.
Eine Besonderheit des Festivals ist der sogenannte „Film zum Frühstück“. In dieser in Osnabrück einmaligen Sonntags-Matinée kann sich das Publikum vor dem Film und in Pausen an einem reichhaltigen Buffet mit Speisen und Getränken versorgen und diese während des Films verzehren. Diese Veranstaltung wird auch unabhängig vom Festival angeboten.
Das Festival findet an unterschiedlichen Orten der Stadt Osnabrück statt. In der Vergangenheit waren Haus der Jugend, Lagerhalle Osnabrück und das Cinema-Arthouse Veranstaltungsorte. Organisiert wird das Festival durch Mitglieder des als gemeinnützig anerkannten Vereins Sozio-kultureller Dialog e. V., der anlässlich der Planungen für die erste Ausgabe dieses Festivals 1998 gegründet wurde.